# یرنجاتاپ
یرنجاتاپ (به ارمنی: Երնջատափ) یک شهرک است در ارمنستان است که در استان آراگاتسوتن واقع شده‌است.  در  کیلومتری شمال آشتاراک، مرکز استان آراگاتسوتن واقع شده است.

## خصوصیات
یرنجاتاپ ۴۹۰ نفر جمعیت دارد و در ارتفاع  متر بالاتر از سطح دریا قرار گرفته است.